# バター08
バター08（バター・オーエイト、Butter 08）は、チボ・マットの本田ゆかと羽鳥美保、ジョン・スペンサー・ブルース・エクスプロージョンのラッセル・シミンズ、スケルトン・キーのリック・リー、マイク・ミルズ監督からなる短命の音楽サイド・プロジェクト。バンドは、1996年にビースティ・ボーイズの現在は機能していないレコードレーベル、グランド・ロイヤルからセルフタイトルの『Butter 08』（邦題『バター』）という1枚のアルバムをリリースした。このアルバムには、後のチボ・マット・メンバーとなるティモ・エリスとショーン・レノンによるゲスト・パフォーマンスのほか、いくつかのグランド・ロイヤルのアーティストたちやチボ・マット、ジョン・スペンサー・ブルース・エクスプロージョンのミュージックビデオを監督した映画製作者エヴァン・バーナードによるパフォーマンスが含まれている。
1枚のアルバムに加えて、彼らの曲「Degobrah」のリミックスが、ハーヴェイ・カイテルをフィーチャーした1997年の映画『バッドデイズ (City of Industry)』のサウンドトラックに登場している。
バンドは、メンバーが1995年のチボ・マットによるシングル「Know Your Chicken」を一緒にレコーディングする夜を過ごしたときに結成されたと言われている。その後、デモがマイクDに送られ、マイクDはすぐにバター08をグランド・ロイヤルと契約させた。

## ディスコグラフィ

### スタジオ・アルバム
- 『バター』 - Butter 08 (1996年、Grand Royal)

## アルバム『バター』収録曲
1. 「9MM」 - "9MM"
2. 「シャット・アップ」 - "Shut Up"
3. 「バター・オブ・シックスティ・ナイン」 - "Butter Of '69"
4. 「ディック・シリアス」 - "Dick Serious"
5. 「ハウ・ドゥ・アイ・リラックス」 - "How Do I Relax"
6. 「イッツ・ザ・レイジ」 - "It's The Rage" ※ショーン・レノンのキーボードをフィーチャー
7. 「モノ・リサ」 - "Mono Lisa"
8. 「ホワット・アー・ユー・ウェアリン」 - "What Are You Wearing"
9. 「セックス・シンボル」 - "Sex Symbol"
10. 「ディゴブラ」 - "Degobrah" ※エヴァン・バーナードのボーカルをフィーチャー
11. 「ハード・トゥ・ホールド」 - "Hard To Hold"
12. 「バターファッカー」 - "Butterfucker"

### 日本盤のみボーナストラック
1. 「バターファッカー (リムジン・ミックス)」 - "Butterfucker (Limousine Mix)"
2. 「バターファッカー (ストレッチ・リモ・ミックス)」 - "Butterfucker (Stretch Limo Mix)"[1]